# Боевая машина любви
«Боевая машина любви» — третий роман серии «Свод Равновесия» Александра Зорича. Из-за большого объёма был разбит на две книги: «Боевая машина любви» и «Светлое время ночи». Значительно отличается и построением, и внутренними связями от двух предыдущих произведений. Впервые был издан в 2001 году издательством «Центрполиграф».

## Сюжет
Сюжет романа разворачивается в мире Сармонтазара. Власть над Кругом Земель принадлежит Своду Равновесия — сильнейшему ордену Великого Княжества Варан. Главная задача Свода — искоренять и предупреждать любые проявления магии и колдовства.
Главный герой блистательный Эгин — молодой аррум на службе в Своде Равновесия. В этой книге он подаёт в отставку и собирается покинуть ряды Свода, но ему приходится вновь заняться делами, так как все его бывшие сослуживцы и друзья в смертельной опасности. Телом начальника Свода гнорра Лагхи Коалари завладел ставленник баронов злодей Маш-Магарт, а душа гнорра покидает тело и направляется в древний город Ит, где будет поглощена местной разновидностью преисподней. Эгину необходимо спасти гнорра, потому что интересы государства для него священны.

## Главы романа
Глава 1. Гамэри!

Глава 2. Расценки на зимнюю навигацию

Глава 3. Чернокнижник из Казенного Посада

Глава 4. Землетрясение

Глава 5. Распря

Глава 6. Что осталось от Пиннарина

Глава 7. Дипломатия в будуаре

Глава 8. Большая Работа

## Издания
- Александр Зорич. Боевая машина любви. — М.: Центрполиграф, 2001. — 490 с. — (Перекресток богов).
- Александр Зорич. Боевая машина любви. — М.: АСТ, 2006. — 416 с. — (Заклятые миры).
- Александр Зорич. Боевая машина любви. Светлое время ночи. — М.: АСТ, 2007. — 800 с. — (Звездный лабиринт: Коллекция).

### Аудиокнига
Роман выпущен издательством «Аудиокнига» на двух CD и находится в продаже с 2008 года. Текст читает Петр Коршунков.

### Материалы
- Лингвистический анализ текста
- Книга на сайте Александра Зорича
- «Боевая машина любви» в электронном варианте
- Энциклопедия, том 2: Свод Равновесия

### Рецензии
- В. Пузий. Жил-был инквизитор…
- И. Черный. Пути демиургов
- И. Черный. Рецензия на дилогию о баронах Фальмских
- А. Епанчин. Три литра магической мелодрамы или первое явление эротической фэнтези?
- А. Епанчин. Четыре «есть» и четыре «нет» Александра Зорича (очерк творчества)
- Б. Каган. Личный вклад Зорича в борьбу с вечной беременностью
- Е. Лисицын. Влюбленные маги Александра Зорича